# Gemischtorientierte Ehe
Als gemischtorientierte Ehe wird eine Ehe bezeichnet, in der nur ein Partner heterosexuell und der andere homosexuell oder bisexuell ist. Der Terminus ist eine Lehnübersetzung des englischen Ausdrucks mixed-orientation marriage.
In der Literatur werden unter diesem Stichwort vor allem Partnerschaften zwischen einem bi- oder homosexuellen Mann und einer heterosexuellen Frau behandelt. Zu unterscheiden sind dabei Partnerschaften, in denen die Frau über die sexuelle Orientierung des Mannes von vornherein vollumfänglich Bescheid wusste, und solchen, in denen sie davon erst im Verlaufe der Ehe Kenntnis erhält. Häufig findet ein Coming-out des homo- oder bisexuellen Partners auch gar nicht statt.

## Einvernehmliche gemischtorientierte Ehen
Wenn die Ehe geschlossen wurde, um die sexuelle Orientierung der Ehepartner zu verschleiern – insbesondere aus Gründen des Berufsaufstiegs –, so spricht man von einer Lavendelehe (engl. lavender marriage). Für die heterosexuelle Begleitperson wird im englischen Sprachgebrauch gelegentlich die Bezeichnung „Beard“ verwendet.
Eine Studie besagt, dass heterosexuelle Frauen Ehen mit einem schwulen Mann eingehen, da sie sich zu diesen hingezogen fühlen. Es ist sehr häufig, dass heterosexuelle Frauen homosexuelle Männer freiwillig heiraten. Ein Grund dafür ist, dass heterosexuelle Frauen schwule Männer als weniger wertend und flexibler empfinden, während andere unbewusst nach Partnerschaften streben, die sexuell weniger leidenschaftlich sind.

## Gemischtorientierte Ehen ohne Einweihung des heterosexuellen Partners

### Motive des homosexuellen Partners
Vereinzelt kommt es vor, dass jemand, der in Bezug auf Verhalten und sexuelle Fantasien zunächst ausschließlich heterosexuell war, sich im Verlaufe einer Ehe dem eigenen Geschlecht stärker zuneigt als dem des Ehepartners. Gelegentlich findet ein solches „inneres Coming-out“ bei Frauen statt, nachdem sie Kinder geboren haben. Die Psychiatrie kennt daneben das Symptombild einer sexuellen Reifungskrise (ICD-10 F66.0), bei der nach einer Periode relativer Stabilität der sexuellen Orientierung ein mit Ängsten oder Depressionen verbundener Wechsel der sexuellen Orientierung beobachtet wird; dies betrifft hauptsächlich sehr junge Menschen.
Meist allerdings ist die homosexuelle Präferenz von Anfang an voll angelegt. Schwule und bisexuelle Männer, die Frauen heiraten, tun dies gewöhnlich aber nicht, um eine Scheinehe herzustellen oder um die eigene Identität zu verschleiern. Ihre Motive sind überaus vielfältig. Wünsche, respektiert zu werden, keinen Anstoß zu erregen, sich vor Klatsch zu schützen, den Erwartungen der Eltern zu entsprechen oder so konfliktarm wie möglich durchs Leben zu kommen, sind nur einige davon. In vielen Berufsfeldern kann eine heterosexuelle Ehe immer noch die Karriere schützen und fördern.
Für manche Homosexuelle gibt es darüber hinaus spirituelle Gründe, um eine heterosexuelle Ehe einzugehen. Einige verheiratete homosexuelle Männer argumentieren, dass ihre „spirituelle Identität“ schon immer die „Ehe und die Familie“ gewesen sei.
Bei vielen schwulen Männern, die eine heterosexuelle Frau heiraten, spielt internalisierte Homophobie eine Rolle. Sie erschrecken vor ihren homosexuellen Sehnsüchten und glauben, dass eine tiefe Bindung an eine Frau sie davon abbringen wird; sie empfinden zu ihrer Partnerin eine aufrichtige Zuneigung und sind bei ihr vor dem emotionalen Kontrollverlust und vor den Ungewissheiten der sexuellen Liebe geschützt, der sie zu entkommen suchen. Viele haben einen starken Kinderwunsch. In der Ehe bauen schwule und bisexuelle Männer oft ein harmonisch-zugeneigtes Verhältnis zu ihrer Frau auf. Die über Freundschaft oder platonische Liebe nicht hinausgehenden Gefühle werden oft als „Liebe“ interpretiert. Nach Ansicht des Therapeuten Joe Kort „verlieben sie sich in ihre Frauen, bekommen oft Kinder und sind auf einer chemischen, romantischen Höhe. Nach etwa sieben Jahren fällt das Hochgefühl weg und ihre schwule Identität beginnt sich herauszubilden.“ Mit Macht zum Vorschein kommen die homosexuellen Sehnsüchte oft bei solchen Männern, die beruflich weit gekommen sind, dafür viel reisen müssen und dadurch Gelegenheit erhalten, ihre Homosexualität auszuleben. Auch singuläre Ereignisse, wie der Tod des Vaters, der Verlust des Arbeitsplatzes, die Geburt eines Kindes oder ein Jubiläum, können ein Coming-out ermutigen.

### Situation des bi- oder homosexuellen Partners
Einige bisexuelle Männer sind in der Lage, ihre homo- und heterosexuellen Impulse im Rahmen einer gemischtorientierten Ehe weitgehend konfliktfrei auszuleben, wobei Offenheit und Kommunikation oft als Schlüsselfaktor dienen. Andere, die sich der Partnerin gegenüber nicht outen können, lernen manchmal ein Doppelleben zu führen, bei dem sie ihre homosexuellen und ihre heterosexuellen Handlungen und Gefühle säuberlich voneinander trennen.
Eine signifikante Zahl von Männern und Frauen erlebt im Zusammenhang mit homosexuellen Entwicklungen innerhalb der Ehe Konflikte. Manche Männer, denen ein Coming-out nicht möglich ist, werden krank oder depressiv, gelegentlich bis hin zum Suizidversuch.
Das Coming-out gegenüber der Ehefrau fällt den meisten Männern sehr schwer, weil sie ihre Partnerin und die Kinder nicht verlieren wollen.

### Konsequenzen für den heterosexuellen Partner

#### Vor dem Coming-out
Viele heterosexuelle Ehefrauen schwuler Männer sind bezüglich der sexuellen Orientierung ihres Partners lange Zeit vollständig im Dunkeln. Andere ‒ eventuell sehr liberale Frauen ‒ wissen zwar, dass ihr Mann bisexuell ist, unterschätzen aber die tatsächliche Stärke seiner homosexuellen Neigung. Dass eine Frau bisexuelle Tendenzen toleriert oder vielleicht sogar interessant findet, kann sie für einen homosexuellen Mann zusätzlich anziehend machen, weil er sich stärker angenommen fühlt und weniger lügen muss.
Bereits im Vorfeld des Coming-out ihres Partners fühlen manche Frauen sich von diesem abgelehnt und dominiert, besonders wenn er als Rechtfertigung für seine sexuelle Indifferenz Scheingründe (z. B. einen Seitensprung der Frau) geltend macht. Andere merken, dass er umfangreiche soziale Aktivitäten hat, von denen sie vollständig ausgeschlossen wird, dass die sexuelle Intimität mit ihrem Partner verloren geht oder dass er den Liebesakt auf die reine Routine beschränkt. In vielen gemischtorientierten Ehen leidet die heterosexuelle Partnerin ebenso an einem Mangel an sexueller Erfüllung wie ihr homosexueller Mann. Weil der Partner für sie, ohne dass sie die Gründe kennen, physisch und emotional unerreichbar wird, verlieren Frauen in dieser Situation sehr leicht ihr Selbstwertgefühl und erkranken an Depressionen.

#### Nach dem Coming-out
Das Coming-out des homosexuellen Partners führt in den meisten Ehen zu Situationen, die dem Trümmerfeld entsprechen, das nach schwerwiegender und nicht verzeihbarer heterosexueller Untreue zurückbleibt. Besonders belastend sind für den heterosexuellen Partner der Vertrauensverlust gegenüber der bis dahin wichtigsten Bezugsperson und der Verlust der Partnerschaft als Lebensmittelpunkt.
Studien legen nahe, dass Homophobie das geringste Problem ist, mit dem heterosexuelle Frauen in einer solchen Situation zu kämpfen haben. Frauen, die ihren Mann verlieren, nicht weil er eine Geliebte hat, sondern weil er homosexuell ist, leiden dennoch unter besonderen Belastungen. So haben viele Frauen, die erfahren, dass ihr Mann promisken Sex mit Männern hatte, große Furcht vor einer möglichen HIV-Ansteckung. Mehr noch als in einem heterosexuellen Untreueszenario zweifeln Frauen, weil sie die Homosexualität ihres Mannes nicht bemerkt haben, an ihrer Intelligenz; die Scham darüber kann so groß sein, dass es ihnen schwerfällt, sich Dritten anzuvertrauen. Diese Selbstzweifel sind, da sie gezielt und vielleicht sogar aufwändig getäuscht worden sind, jedoch in keiner Weise gerechtfertigt. Während Frauen, die wegen einer Geliebten verlassen worden sind, meist auf die Unterstützung von Freundinnen, Schwestern usw. rechnen können, schrecken heterosexuelle Frauen schwuler Männer oft davor zurück, sich Erleichterung zu verschaffen, indem sie sich anderen anvertrauen. Neben der Scham über die vermeintliche eigene Naivität steckt dahinter oft die Furcht vor möglicher Missbilligung oder sozialer Ausgrenzung. Frauen, die nach einem Coming-out ihres Mannes keine sachkundige und mitfühlende Unterstützung finden, erleiden häufig schwere psychische oder psychosomatische Probleme. Viele Frauen sind gezwungen, die Homosexualität ihrer Männer unter Verschluss zu halten, weil ein Outing beruflich schaden könnte. Je nach der Qualität der Kommunikation zwischen den Partnern kann dies für die Frau belastend sein, weil sie sich nirgends aussprechen kann, oder auch hilfreich, weil die Ehe sich nun zur Komplizenschaft verwandeln kann, in der die Partner eventuell eine neue Form der Nähe zueinander erfahren. Isoliert fühlen sich allerdings auch solche Frauen, deren Mann wegen seines Coming-out allseits Sympathie und Verständnis entgegenschlägt, während sie selbst ausschließlich Scherben aufzulesen haben. Sie dürfen sich kaum wütend zeigen, ohne Gefahr zu laufen, sich Egoismus und Homophobie vorwerfen lassen zu müssen. Im deutschsprachigen Raum gibt es verschiedene Fraueninitiativen, bei denen Betroffene anonym Unterstützung finden können (siehe unten).
Der einzige Punkt, den heterosexuelle Frauen schwuler Männer anderen Frauen, die ihren Mann nach Untreue verlieren, voraushaben, besteht darin, dass sie ‒ neben allem Schmerz und aller Wut ‒ vielfach auch Erleichterung empfinden, weil sie mit dem Coming-out erfahren, dass die sexuelle Indifferenz ihres Partners Ursachen hatte, die nicht in ihrer Verantwortung liegen.

### Prognose
Ehen zwischen einem schwulen Mann und einer heterosexuellen Frau haben eine hohe Wahrscheinlichkeit zu scheitern. Eine Scheidung ist ein möglicher Ausweg für den homosexuellen Partner, der auch eine erneute Ehe mit einer Person des gleichen Geschlechts nicht ausschließt.
Etwa ein Drittel der Ehen enden unverzüglich, wenn der homosexuelle Ehepartner seine sexuelle Orientierung bekannt gibt, während ein weiteres Drittel nach einer kurzen Zeitperiode endet. Das verbliebene Drittel versucht, die Ehe zum Funktionieren zu bringen. Dabei sind Versuche, die Beziehung im Lichte der eigenen sexuellen Orientierung zu überdenken, meist erfolgreicher, als der Versuch, zu den vorherigen Verhaltensmustern zurückzukehren, um die Ehe wiederherzustellen.
Der Umbau bzw. die einvernehmliche Beendigung der Partnerschaft kann umso eher gelingen, je mehr Zeit beide Partner zur Verfügung haben, sich auf die veränderte Situation einzustellen. Die größte Chance, als Lebensgemeinschaft nicht zu zerbrechen, haben Paare, die sich immer sehr gemocht und gut kommuniziert haben.
Schwule und lesbische Eltern müssen auch oft entscheiden, wann und wie sie sich vor ihren Kindern outen. Für viele ist dies ein sehr schwieriger Prozess.

## Gemischtorientierte Ehen in Literatur und Film
Roman
- André Gide: Der Immoralist. 1902.
- Lisa Rogak: Pretzel Logic. Williams Hill, 1999.

Film
- Sykt lykkelig (Norwegen 2010), Regie: Anne Sewitzky